# Trisetaria panicea
Trisetaria panicea — вид рослин родини Тонконогові (Poaceae).

## Опис
Стебла 8-85 см, прямостоячі або колінчаті, голі або майже голі. Листові пластини 20 см х 9 мм. Волоті 2-15 х 0,5-6 см, ланцетного або еліптичного контуру, часто лопатеві; іноді частково голі. Колоски 3-4 мм, з 4-5 квітками. Зернівки бл. 1,5×0,3 мм. Цвіте з березня по жовтень.

## Поширення
Західне Середземномор'я, Макаронезія. Населяє луки, культурні та гідрофільні області.